# Julia Varela Ruano
Julia Varela Ruano (Pontevedra, 30 de juny de 1981) és una periodista, presentadora, reportera i escriptora gallega. Des d'octubre de 2023 presenta la segona edició del concurs Dúos increíbles al costat de Xavi Martínez de La 1 d'RTVE. Des del 31 d'agost de 2020 i fins a setembre de 2022 va dirigir i va presentar en Radio Nacional de España l'espai vespertí Tarde lo que tarde. Des de la temporada 2022-2023 dirigeix i presenta el programa nocturn Gente despierta.

## Trajectòria
Varela va iniciar la seva carrera professional a RTVE el 2005 com a locutora i redactora dels serveis informatius per a Radio Exterior de España. El 2008, va passar a ser locutora i redactora de Radio 3 en programes com a Siglo 21, 180 grados o Los conciertos de Radio 3, i en la retransmissió de diferents festivals de música. Des de 2013, Varela treballa com a reportera per a TVE en programes com a Comando Actualidad i La mañana de La 1; en aquest últim també col·labora com a comentarista de la secció d'espectacles.
El 2015, 2016 i 2017, Varela ha estat la comentarista per a TVE del Festival de la Cançó d'Eurovisió, juntament amb José María Íñigo. Varela i Íñigo van comentar així mateix la gala especial Eurovision Song Contest's Greatest Hits, que va commemorar el 60è aniversari del Festival d'Eurovisió. També va dirigir la green room d'Objectivo Eurovisión, la preselecció espanyola del 2016.
Des de 2018, exceptuant l'edició especial de 2020, és la comentarista del certamen juntament amb Tony Aguilar, també en la seva versió júnior.
Varela va continuar com a reportera en el programa de TVE Comando Actualidad.
El 22 d'agost de 2015, va ser l'encarregada de llegir el pregó que va inaugurar les festes patronals de Lugo de Chantada, en la Ribeira Sacra, una zona a la qual està vinculada per via paterna. Entre les seves paraules, van figurar esments a la lluita dels ramaders per un preu just per al litre de llet i la reivindicació de polítiques d'ajuda a la rehabilitació dels llogarets abandonats en el rural gallec.
L'abril de 2019 va publicar la seva primera novel·la ¿Por qué me pido un gin tonic si no me gusta? Entre el 8 de juliol de 2019 i el 13 de març de 2020 va dirigir i col·laborar en A partir de hoy, un programa magazín matinal d'estiu de La 1 conduït per Màxim Huerta.
Des del 31 d'agost de 2020 i fins a estiu de 2022 va dirigir i va presentar a RNE l'espai Tarde lo que tarde durant dues temporades. Entre setembre de 2022 i setembre de 2023 va assumir la presentació i direcció del magazín nocturn d'RNE, Gente despierta.
L'octubre de 2022 presenta al costat de Rodrigo Vázquez el programa Benidorm Fest: Los elegidos, en el qual es van presentar els aspirants de la segona edició del certamen.
Entre octubre i desembre de 2023 presenta <i>Dúos increíbles</i> en La 1 al costat de Xavi Martínez. A més, té previst tornar a un renovat Comando Actualidad, programa que va abandonar el setembre de 2019.
Des de gener de 2024 presenta a RTVE Play i RTVE Audio el videopòdcast Te crío mucho on s'intenten respondre consultes, inquietuds i desafiaments del dia a dia de la maternitat i paternitat.